# Ilona Maria Fennema-Zboray

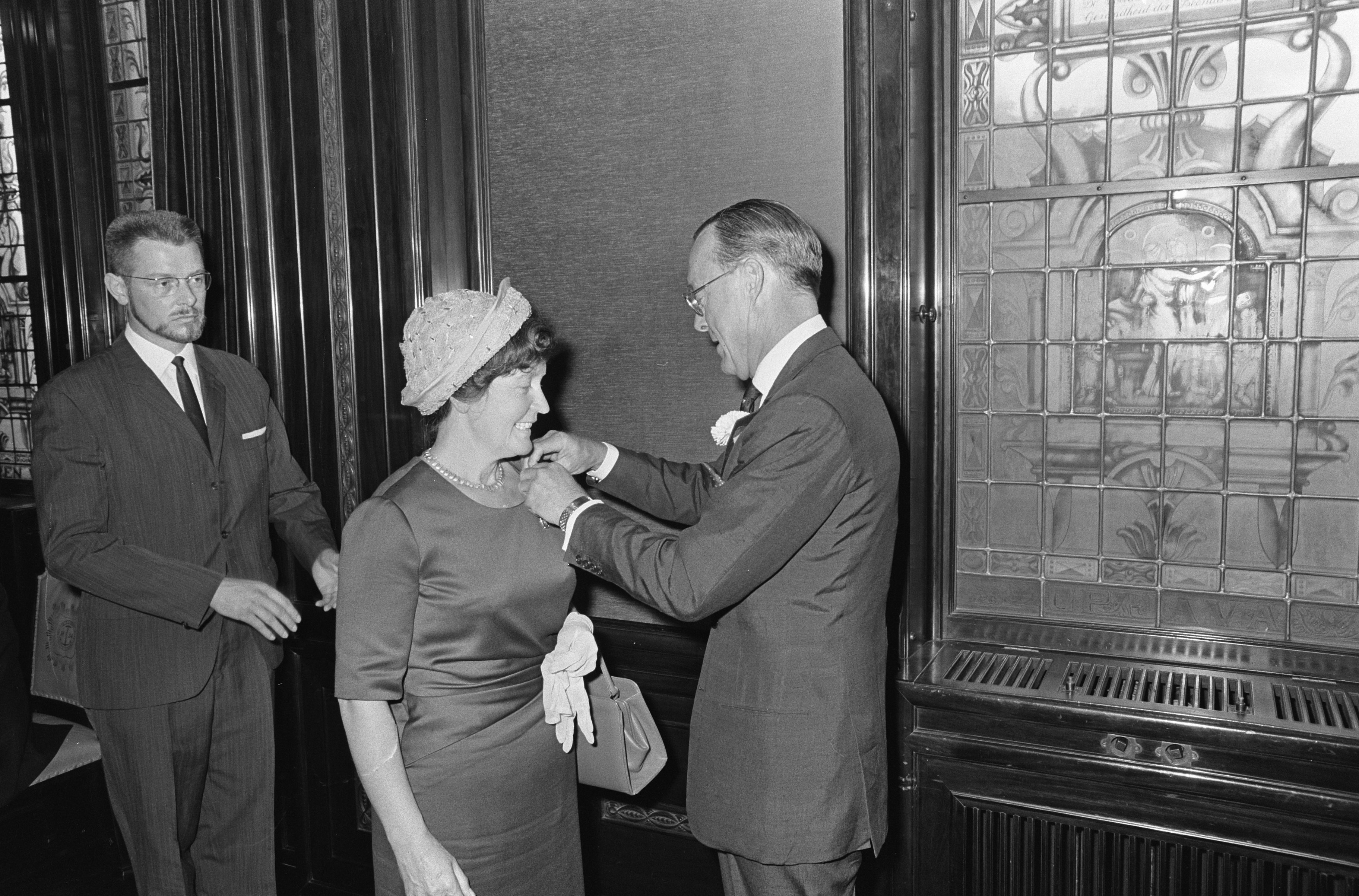
Fennema-Zboray krijgt zilveren anjer (23 juni 1966)

Ilona Maria Fennema-Zboray (Boedapest, 6 april 1914 – Bussum, 27 juni 2001) was een Nederlandse uitgeefster en redactrice van Oostenrijks-Hongaarse komaf. Ze was de oprichtster en hoofdredactrice van het kindertijdschrift Kris Kras. In 1966 ontving Fennema-Zboray een Zilveren Anjer uit handen van prins Bernhard.

## Levensloop
Zboray was een dochter van Marianne Ruzicka en Desző Zboray, onderdirecteur van een scheepvaartmaatschappij. In 1938 trouwde ze in Boedapest met roeier en jurist Antony Fennema. Het echtpaar kreeg vier dochters. Het gezin woonde aan de Reijnier Vinkeleskade 65, Stadionweg 21 en Cornelis Dopperkade 7 te Amsterdam.
Zboray maakte deel uit van een adellijke familie en haar schoolopleiding bestond uit privéonderwijs, gymnasium en kostschool, alle in en om Boedapest. Ze werkte enige tijd tegen de zin van haar ouders als journalist. Samen met haar moeder ging ze op bezoek bij haar oom Ernő Zboray, die op dat moment werkzaam was op een plantage in Nederlands-Indië en daarnaast correspondent was naar Hongarije. Zboray verbleef er tussen 1935 en 1938 en nam de journalistieke taak van haar broer over. Ze schreef er over het leven van de inlandse bevolking en de leefwijze in de kampong. 
Tijdens haar Hongaarse jeugd was ze verzot op het kindertijdschrift Jó Patjás (De goede vriend). Zoiets wilde ze ook in Nederland tot stand brengen en daarom Zo richtte ze, na enig oponthoud door de Tweede Wereldoorlog en de papierschaarste daarna, het literair kindertijdschrift Kris Kras op. Voor inspiratie moest ze terug naar voorbeelden van vroeger als Ons Blaadje van Nellie van Kol uit de periode 1896-1908, en Zonneschijn van Dina Cramer-Schaap dat in 1943 voor het laatst verschenen was.
Ze wilde met Kris Kras een artistiek en pedagogisch verantwoord tegenwicht bieden aan populaire jeugdbladen als Donald Duck en Sjors. Hoewel voor dat ideaal vanuit het onderwijs veel belangstelling bestond, kwam het nauwelijks van de grond. Ze moest er haar eigen Stichting Kinderbelangen voor oprichten. Het eerste nummer van 2 april 1954 bracht succes en belangstelling. Toch moest ze zelf alles regelen, maar er kwamen wel bijdragen van Henriëtte van Eyk, Tonke Dragt (debuut), Jac. van der Ster, Leonard de Vries en Jos Ruting. Van de nog jonge Annie M.G. Schmidt verschenen, met illustraties van Jenny Dalenoord, Wiplala en het vervolg Wiplala weer in afleveringen, voorafgaand aan de publicaties in boekvorm. Ook Fiep Westendorp tekende voor het blad, zoals voor Bertus en het wonderkrijtje van Thea Beckman. Het blad werd geplaagd door economische tegenslag, zoals een verbod van verspreiding in Indonesië.
Na de Hongaarse opstand in 1956 besteedde Kris Kras veel aandacht aan de vluchtelingen die uit Ilona Fennema's geboorteland naar Nederland kwamen. Voor hen zette ze zich actief in en als bijlage bij Kris Kras liet ze de brochure Boldog új évet Hollandiában verschijnen, die moest bijdragen aan de integratie van de gevluchte Hongaren.
In april 1962 ging ze met haar stichting Kinderbelangen een samenwerking aan met uitgeverij J.B. Wolters onder de naam Kris Kras Uitgeversmaatschappij. Zij verdiepte zich verder in de uitgeverswereld en werd inhoudelijk directrice. Haar man Antony Fennema werd commissaris. Verschil van inzicht leidde tot een breuk met Wolters. Dit resulteerde in het verdwijnen van Kris Kras (laatste nummer maart 1966) en haar ontslag bij Wolters. Even later volgde de toekenning van een Zilveren Anjer, met als motivering "haar sinds vele jaren met grote volharding en enthousiasme gevoerde strijd voor een verantwoorde kinderlectuur van eigen bodem". De Stichting Kinderbelangen bleef bestaan tot 1979.
Fennema-Zboray publiceerde twee boeken: De wonderklompjes in 1969 (ook in het Engels vertaald) en Meespelende grootouders (opvoedkundig boek, illustraties van dochter Annemarie, 1972). Ze probeerde nog diverse keren een kindertijdschrift op te zetten: St Kitts van de Bovenwindse (proefexemplaar 1984), Ezelsoor (1985-1988) en MikMak (1993-1994). 
Vanaf 1992 woonde Fennema-Zboray in Bussum, de laatste jaren in bejaardentehuis De Zandzee te Bussum. Ze rdigeerde daar het huisorgaan De zandkorrel. De inzet voor een nieuwe Kris Kras kwam niet meer van de grond. Ze overleed aan de gevolgen van een herseninfarct in een Goois ziekenhuis.